# دیکسی (کالیفرنیا)
دیکسی (به انگلیسی: Dixie) یک منطقهٔ مسکونی در ایالات متحده آمریکا است که در شهرستان لاسن، کالیفرنیا واقع شده‌است. دیکسی ۱٬۳۸۲ متر بالاتر از سطح دریا واقع شده‌است.